# Grande incursione del 1322
La grande incursione del 1322 fu una delle principali razzie incursione in Inghilterra settentrionale da Roberto I di Scozia nell'ambito delle guerre d'indipendenza scozzesi. Essa ebbe luogo tra il 30 settembre e il 2 novembre 1322, sfociando poi nella battaglia di Old Byland.
L'incursione iniziò con degli attacchi nei dintorni di Carlisle, si spostò poi nello Yorkshire e penetrò infine nell'East Riding, portando alla distruzione di terreni, case e chiese oltre al furto di oggetti di valore dalle abbazie assaltate e al sequestro di alcuni cittadini. Una seconda ondata di razzie investì l'area di Carlisle e si portò poi nel Lancashire, raggiungendo Chorley più a sud.

## L'incursione
Il 30 settembre 1322, Roberto I di Scozia attraversò il Solway Firth, sbarcando nei pressi di Bowness-on-Windermere e razziando l'area attorno a Carlisle sino al 5 ottobre. Il conte di Carlisle, sir Harclay, ebbe così tutto il tempo per assemblare una buona armata e ritirarsi verso il Lancashire per raccogliere altre truppe mentre Roberto I si sfogava coi suoi uomini più a nord, attaccando Scotby, Carlatton e Cumrew. Quest'avanzata venne interpretata dall'autore della Cronaca di Lanercost come il tentativo da parte di Robert Bruce di catturare i membri principali dell'entourage di Edoardo II d'Inghilterra al fine di forzarlo a riconoscere l'indipendenza scozzese. Era palese infatti che l'esercito del regno di Scozia non fosse in grado da solo di sconfiggere le armate inglesi che sarebbero certamente provenute da sud, ma Roberto I sperava che questo sarebbe stato sufficiente a far desistere il sovrano inglese dal proseguire gli scontri.
La reazione degli inglesi a fronte di questi assalti dal nord, ad ogni modo, non fu quella che Roberto I si attendeva. Il 2 ottobre Edoardo II venne informato della presenza degli scozzesi mentre si trovava al castello di Barnard. Convocò immediatamente dieci tra i più grandi magnati del nord del suo regno, tra i quali spiccava Harclay. Il re diede ordine loro di mobilitare tutti gli uomini di età compresa tra i 16 ed i 60 anni e di armarli allo scontro. Harclay, ad ogni modo, non si presentò all'incontro convenuto col re in quanto intenzionato a inseguire personalmente coi suoi uomini Roberto I di Scozia ed il suo esercito. Malgrado la collera di Edoardo II, Harclay disponeva al suo comando di quasi 30 000 uomini al suo comando nella sola contea di Lancaster.

### La battaglia di Old Bayland
Il sovrano inglese non appariva preoccupato per quanto stesse accadendo, ma certamente non aveva sottovalutato la situazione. L'arcivescovo William Melton preoccupato segnalò la presenza il 5 ottobre degli scozzesi vicino a Richmond, ma quello fu probabilmente frutto di un errore perché in quel momento, lo si sa per certo, Roberto I di Scozia aveva appena lasciato Carlisle. Il 13 ottobre, il re inglese viene improvvisamente informato della presenza dei suoi avversari a Northallerton ed ordinò quindi ai conti di Richmond e Pembroke coi loro uomini di unirsi a lui immediatamente nel suo accampamento, situato presso l'abbazia di Rievaulx. Il conte di Moray si trova a Malton, a sole 15 miglia dall'accampamento reale. L'improvviso arrivo degli scozzesi e un cambio così repentino di strategia rispetto al procedere occasionale delle razzie a cui gli inglesi erano stati ormai abituati negli anni, è spiegato dagli storici moderni dalla volontà dell'esercito scozzese di confrontarsi direttamente con Edoardo II per accelerare i tempi e favorire la fine della guerra.
Il 14 ottobre gli scozzesi si spinsero verso l'abbazia di Byland dove il re si era spostato temporaneamente, costringendolo a tornare all'abbazia di Rievaulx in tutta fretta. Il conte di Moray avanzò quindi verso Rievaulx con la chiara intenzione di catturare il re d'Inghilterra per forzare le pretese degli scozzesi. L'esercito reale si riunì quindi vicino a Byland, agli ordini del conte di Richmond che sperava con tale azione di rallentare l'avanzata degli scozzesi e dare il tempo al re di fuggire. Per scalzare il conte di Richmond, il re di Scozia diede l'ordine di lanciare una carica contro l'esercito inglese per inseguirlo e i suoi uomini riuscirono a catturare il generale nemico. La battaglia di Old Byland fu quindi la più pesante sconfitta inglese contro gli scozzesi dai tempi di Bannockburn. Allarmato dalla situazione, Edoardo si portò a York con Hugues le Despenser per raccogliere nuove truppe.

### La fuga della regina Isabella
La regina Isabella, che aveva seguito i progressi del marito durante la sua spedizione in agosto, venne inviata per sua sicurezza al convento di Tynemouth. L'esercito scozzese continuò nel frattempo la sua rotta verso sud, minacciando ovviamente di rapire anche la sovrana consorte e per questo Isabella, sempre più preoccupata, chiese aiuto al marito che si offrì di inviarle le forze di Despenser. Isabella rifiutò però categoricamente e per questo si ritrovò ben presto in una situazione bloccata, dato che anche le coste erano sorvegliate da navi fiamminghe alleate con gli scozzesi. Isabella venne costretta a ricorrere ad un gruppo di scudieri della propria scorta per fronteggiare l'avanzata dei nemici verso la sua posizione, mentre altri uomini della sua corte riuscirono a requisire una nave. La lotta proseguì anche mentre la sovrana si rifugiava a bordo dell'imbarcazione, ma con essa riuscì a eludere le navi fiamminghe e ad attraccare poi più a sud, per poi riprendere il proprio viaggio verso York e incontrare il marito. Una volta che i due si furono incontrati fu guerra aperta anche in famiglia: Isabella era furiosa con Edoardo perché lo incolpava di aver abbandonato l'esercito a sé oltre alla propria moglie, ed era irata anche con Despenser che a sua detta aveva spinto il marito a ritirarsi anziché continuare a combattere sul campo. Da parte sua, Edoardo incolpò il vescovo di Durham, Louis de Beaumont, il quale a sua detta aveva persuaso Isabella a resistere contro ogni protocollo. Questo episodio segnò decisamente una rottura nel matrimonio di Edoardo e Isabella, crisi che sarà alimentata negli anni successivi da Despenser.

### Il ritiro degli scozzesi
Nel frattempo, il conte di Moray continuava a saccheggiare il Lancashire e lo Yorkshire, ma con una strategia diversa: abbandonò infatti il saccheggio degli edifici religiosi, in cambio di pesanti pagamenti, rendendo così le sue incursioni ancora più lucrativi per gli scozzesi. Le parrocchie lungo la costa vennero invece colpite mentre l'esercito scozzese era intento a dare la caccia alla regina Isabella. Il conte di Moray entrò quindi nell'East Riding dello Yorkshire. Nel frattempo, il 20 ottobre, Roberto I di Scozia ricevette la somma di 400 sterline dalla città di Beverley che lo implorava di risparmiarla. Il resto della campagna proseguì senza altri grandi saccheggi o distruzioni. L'esercito scozzese raggiunse poi a Skipton, dove decise di fermare la sua avanzata. Il 22 ottobre, il conte di Moray si unì all'esercito regio. A causa dell'inizio dell'inverno caratterizzato da freddo e da piogge torrenziali, gli scozzesi presero la decisione di rientrare nei confini del loro regno, attraversando il confine il 2 novembre, dopo poco più di un mese di campagna militare. Fu questa l'incursione più lunga mai avvenuta in Inghilterra dal 1311.

## Conseguenze
Questa sconfitta, l'ennesima, convinse il comandante inglese Andrew Harclay che l'Inghilterra non fosse in grado di vincere la guerra contro la Scozia, almeno non con Edoardo II al trono. Decise quindi di entrare in trattativa con gli scozzesi all'insaputa del suo sovrano. Il 3 gennaio 1323, Harclay firmò un trattato di pace con Roberto I a Lochmaben. La Scozia venne riconosciuta come indipendente, Roberto avrebbe dovuto pagare la somma di 40 000 sterline agli inglesi per i danni di guerra subiti e si sarebbe impegnato a far sposare un suo erede con il candidato propostogli da re Edoardo. Implicitamente, il trattato prevedeva anche un'alleanza tra Roberto I e Harclay, nel caso in cui si fosse reso necessario l'uso della forza per fronteggiare l'eventuale resistenza di re Edoardo nel voler così porre fine al conflitto. Quando il re apprese del tradimento di Harclay, ne ordinò immediatamente l'arresto. Il 25 febbraio, Harclay venne portato a Carlisle dove, il 3 marzo, venne privato del titolo di conte, processato, condannato a morte e giustiziato.
L'esecuzione di Harclay privò Edoardo di uno dei suoi migliori comandanti militari al confine scozzese. Il re, tuttavia, non voleva rinunciare alla campagna militare che aveva pianificato per la primavera del 1323. Per spingerlo ad accettare la pace, Roberto I minacciò Edoardo di devastare di nuovo il Northumberland. Nel contempo i rapporti tra Edoardo II e Carlo IV di Francia erano divenuti ancora più tesi sulla questione del ducato di Guascogna e per questo il sovrano inglese, temendo un'invasione francese, si persuase a negoziare infine con gli scozzesi. Dopo meno di tre mesi dall'esecuzione del conte di Carlisle, dunque, Edoardo II firmò una tregua di tredici anni con Roberto il 30 maggio 1323. Gli scontri cessarono quindi nel nord dell'Inghilterra fino all'ascesa al trono di Edoardo III nel 1327.